# Паутово (Алтайский край)
Паутово — село в Петропавловском районе Алтайского края. Административный центр и единственный населённый пункт Паутовского сельсовета.

## География
Расположено на левом берегу реки Ануя. Абсолютная высота — 187 метров над уровнем моря.

## История
Впервые упомянуто в 1782 году, когда крестьяне Кузнецовы, Паутовы, Пушкаревы, Стремяковы и Шипуновы нашли место для поселения на берегу реки Ануя. Первых переселенцев был 51 человек, поселение, возможно, названо по фамилии одного из них. В 1926 году в селе имелось 1077 хозяйств и проживало 6802 человека (3353 мужчины и 3449 женщин). В национальном составе населения того периода преобладали русские. Действовали две школы I ступени, библиотека, изба-читальня и лавка общества потребителей. В административном отношении являлось центром Паутовского сельсовета Быстро-Истокского района Бийского округа Сибирского края.

## Население
| 1926  | 1997  | 1998  | 1999  | 2000  | 2001  |
| ----- | ----- | ----- | ----- | ----- | ----- |
| 6802  | ↘1074 | ↘1056 | ↗1075 | ↘1053 | ↘1050 |
| 2002  | 2003  | 2004  | 2005  | 2006  | 2007  |
| ↗1059 | ↘1051 | ↘1050 | ↘1026 | ↘1020 | ↗1025 |
| 2008  | 2009  | 2010  | 2011  | 2012  | 2013  |
| ↘1008 | ↘1002 | ↘961  | ↘960  | ↗1019 | ↘989  |
| 2014  | 2015  | 2016  | 2017  | 2018  | 2019  |
| ↗997  | ↘971  | ↘959  | ↘949  | ↘941  | ↘940  |
| 2020  | 2021  |       |       |       |       |
| ↘919  | ↘918  |       |       |       |       |

Национальный состав
Согласно результатам переписи 2002 года, в национальной структуре населения русские составляли 97 %.